# Svilaja
Das Svilaja-Gebirge ist ein sich von Nordwest nach Südost hinziehendes Gebirge in der Zagora in der kroatischen Gespanschaft Split-Dalmatien. Das Gebirge ist geprägt durch eine mal mehr, mal weniger zertalte Hochebene, die nach Südost durch einen sehr markanten Steilanstieg über der Stadt Sinj begrenzt wird mit einer Höhe von 1508 Meter, hingegen nach Norden sanft abdacht und dort bei der Stadt Knin unmerklich ins Dinarische Gebirge übergeht.
Die Länge des Svilaja-Gebirges beträgt etwa 30 km, die Breite im Mittel etwa 10 km. Das Svilaja-Gebirge verläuft parallel zum Dinarischen Gebirge. Der Mittelteil des Svilaja-Gebirges, welches sich vom Petrovo Polje (südslawisch für Peters Feld, da das Polje meist landwirtschaftlich genutzt wird) bis in die Gebirgsregion ausstreckt, befindet sich bei Baljci.

## Liste der Erhebungen über 1000 Meter
- Bat (1508 m), höchste Erhebung bei der Stadt Sinj
- Jančak (1483 m)
- Kita (1413 m)
- Turjača (1340 m)
- Lisina (1301 m)
- Veliki Kozjak (1207 m)
- Orlove Stine (1139 m)

## Städte und Orte
Größere und bedeutende Städte und Orte um das Svilaja-Gebirge:
- Sinj 25.373 Einwohner: Peruća-Stausee, Cetina
- Knin 15.190 Einwohner: Festung, Krka-Quelle
- Vrlika 2.705 Einwohner
- Kijevo 533 Einwohner
- Baljci 470 Einwohner (1991)

## Kultur
Rund um das Svilaja-Gebirge befinden sich einige Burgruinen und sehenswerte Kirchen sowie Kirchenruinen.